# 1 Mazurska Brygada Artylerii

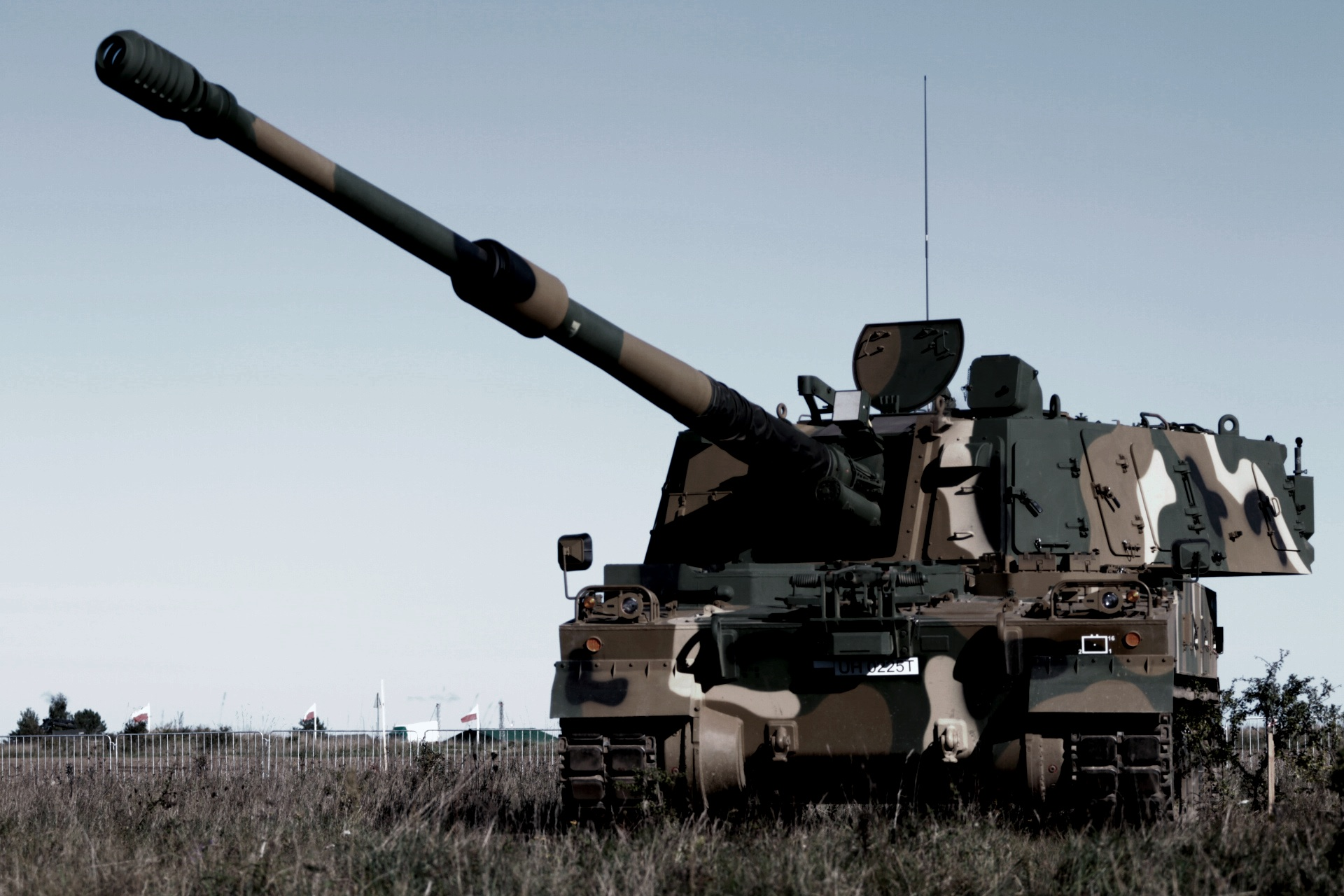
155 mm samobieżna haubica K9A1 THUNDER z 1 Mazurskiej Brygady Artylerii

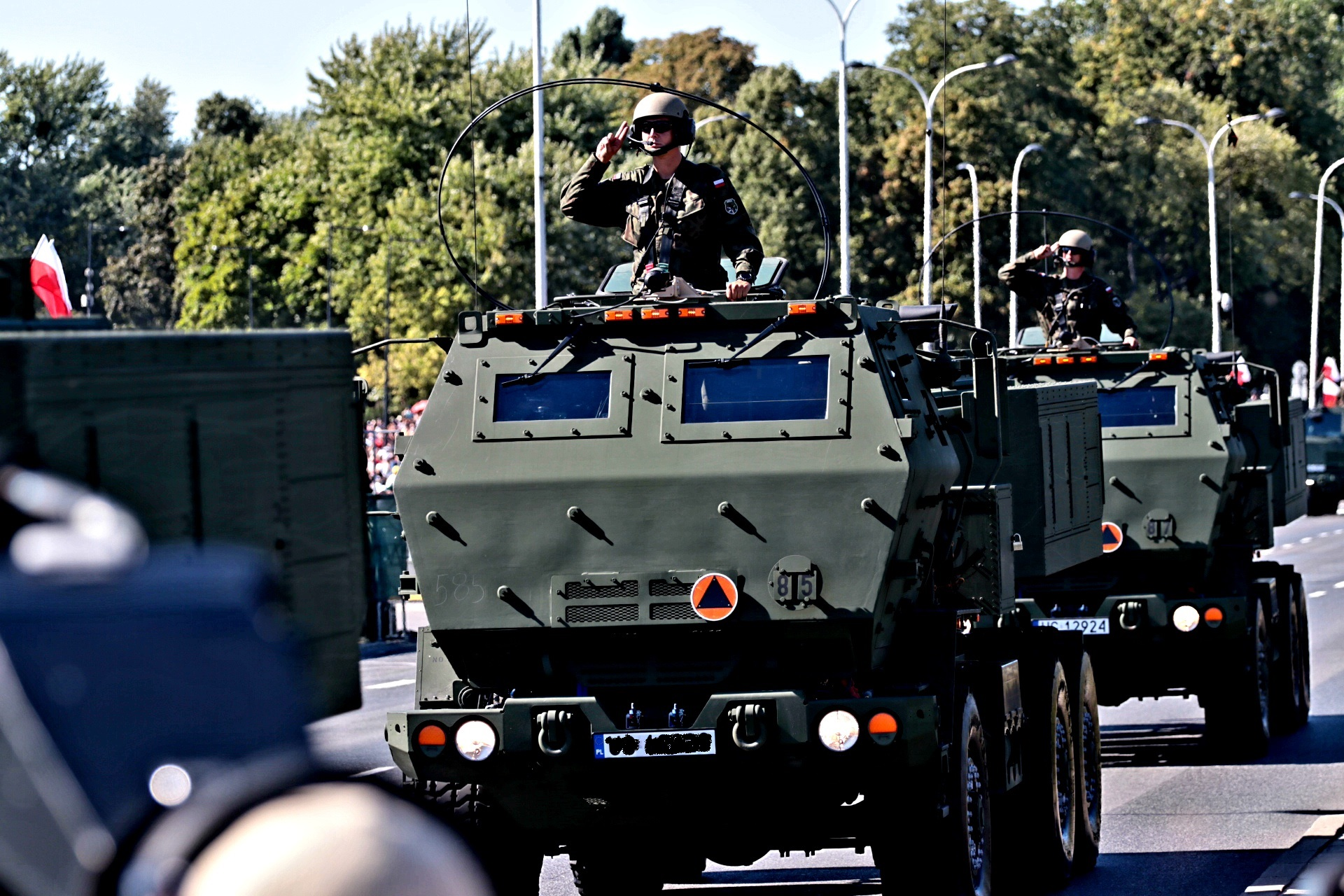
M142 HIMARS

1 Mazurska Brygada Artylerii im. gen. Józefa Bema (1 BA, 1 MBA) – oddział Wojsk Rakietowych i Artylerii Sił Zbrojnych RP.

## Historia
Brygada została sformowana w 1993 roku, w garnizonie Węgorzewo, na bazie 1 Ośrodka Szkolenia Specjalistów Wojsk Rakietowych i Artylerii.
W roku 1994 brygada otrzymała nowy sztandar, a także w tym samym roku jednostkę nagrodzono Znakiem Honorowym Sił Zbrojnych RP.
W 2002 roku rozformowano 2 Pomorski pułk rakiet taktycznych. Z dniem 1 stycznia 2002 roku, nie zmieniając miejsca dyslokacji w Choszcznie, jego dywizjon rakiet taktycznych „Toczka” wszedł w skład węgorzewskiej 1 Mazurskiej Brygady Artylerii jako dywizjon ogniowy.
W terminie do dnia 31 grudnia 2010 roku brygada została przeformowana w 11 Mazurski Pułk Artylerii. 12 grudnia 2022 pułk decyzją MON ponownie został przekształcony w 1 Brygadę Artylerii,. Proces przekształcania został zakończony z dniem 30 czerwca 2023 r. Jednostka wystąpiła do MON o nadanie nazwy wyróżniającej MAZURSKA

## Dowódcy brygady
- płk dypl. Wiesław Pietrzak (1993 – 4 września 1994)
- gen. bryg. Edward Pawlica (4 września 1994 – 12 grudnia 2003)
- gen. bryg. Franciszek Kochanowski (12 grudnia 2003 – 7 kwietnia 2006)
- p.o. płk dypl. Zbigniew Błażewicz (7 kwietnia 2006 – 1 sierpnia 2006)
- płk dypl. Stanisław Słapczyński (1 sierpnia 2006 – 30 września 2009)
- płk dypl. Jarosław Wierzcholski (30 września 2009 – 2 listopada 2010)
- płk dypl. Marek Wróblewski (2 listopada 2010 – 31 grudnia 2011)
- gen. bryg. Mariusz Majerski (1 marca 2023 – 29 stycznia 2025)
- gen. bryg. Robert Matysek (29 stycznia 2025 - obecnie)

Insygnia 1 MBA (od 2024)
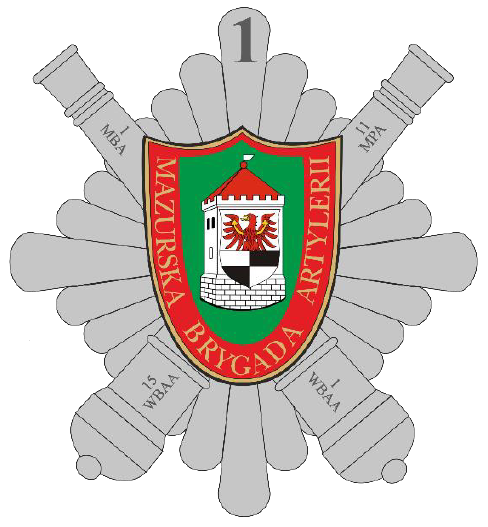
Odznaka pamiątkowa
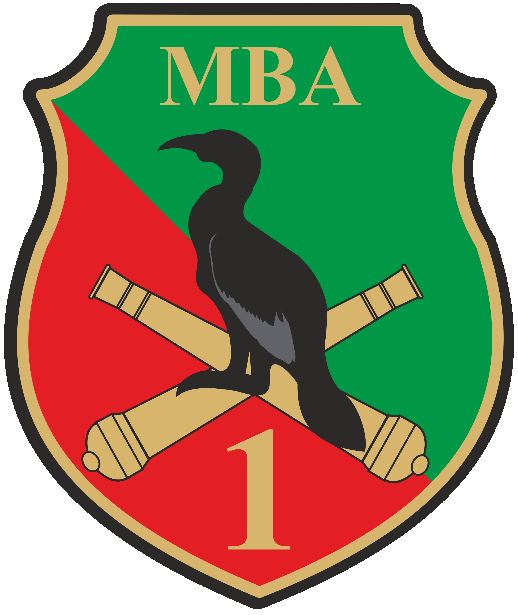
Oznaka rozpoznawcza na mundur wyjściowy
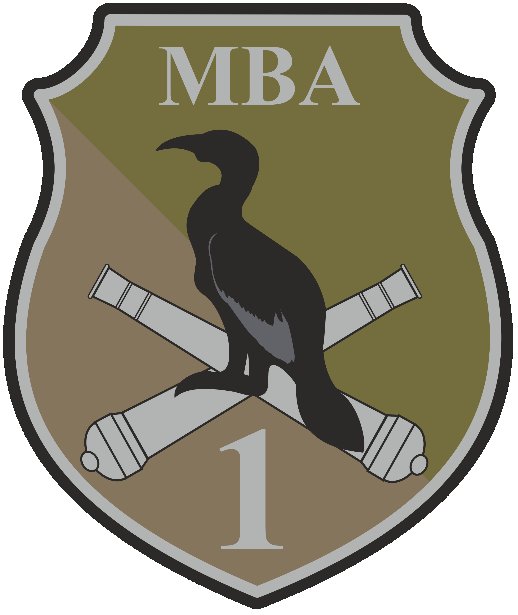
Oznaka rozpoznawcza na mundur polowy
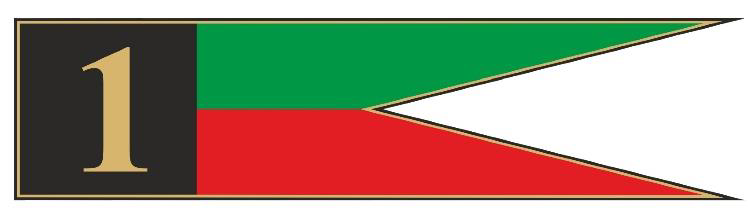
Proporczyk na beret

## Tradycje
Zgodnie z decyzją MON nr 59/MON z 25 sierpnia 1993 r. brygadzie nadano nazwę wyróżniającą (Mazurska), patrona (gen. Józef Bem) oraz ustalono datę święta jednostki na 3 września. Ta sama decyzja określiła także jednostki, których tradycje dziedziczyła brygada. Były to:
- kompania pozycyjna artylerii pieszej (1810–1813),
- 1 kompania pozycyjna artylerii pieszej (1815–1831),
- 1 Pułk Artylerii Ciężkiej (1918–1939),
- 202 Modliński Pułk Artylerii Ciężkiej (1939–1940).
- 1 Warszawska Brygada Artylerii Armat im. gen. J. Bema (1943-1945 i 1967-1989)
- 15 Warszawska Brygada Artylerii Armat im. gen. J. Bema (1949 – 1967)
- 1 Ośrodek Szkolenia Specjalistów Wojsk rakietowych i Artylerii im. gen. j. Bema (1989-1993)

## Struktura brygady
- dowództwo
- sztab
- dywizjon dowodzenia
- 1 dywizjon artylerii samobieżnej
- 2 dywizjon artylerii samobieżnej
- 3 dywizjon artylerii rakietowej
- 4 dywizjon artylerii rakietowej
- k. inż.
- batalion logistyczny
- GZM
- WSP

## Uzbrojenie
Na początku 2022 r., struktura jednostki wyglądała następującą:
- 1 dywizjon artylerii samobieżnej (wz. 1977 Dana)
- 2 dywizjon artylerii samobieżnej (AHS Krab)
- 3 dywizjon artylerii rakietowej (WR-40 Langusta)
- 4 dywizjon artylerii rakietowej (BM-21 Grad)[4][5]

W grudniu 2022 r. przekazano jednostce 24 egzemplarze AHS K9A1 Thunder, które weszły na uzbrojenie 2. dywizjonu artylerii samobieżnej, zastępując AHS Krab, które w całości lub częściowo z innych również jednostek przekazano Siłom Zbrojnym Ukrainy (2 dywizjon jako pierwszy w Polskich Siłach Zbrojnych miał otrzymać ten rodzaj sprzętu w 2017 r.).
W maju 2023 r. zapowiedziano przekazanie 1. Brygadzie Artylerii, pierwszych wyrzutni Homar-A. Nie wiadomo jednak dokładnie, który dywizjon ma je obsługiwać. W sierpniu 2023 r. zapowiedziano również, że wyrzutnie WR-40 Langusta z 3. dywizjonu artylerii rakietowej, zostaną zastąpione przez wyrzutnie Homar-K.